# معتمدية الكريب
تقع معتمدية الكريب التابعة لولاية سليانة بالشمال الغربي للبلاد التونسية . يحدها من الشمال ولاية جندوبة و من الغرب ولاية الكاف و من الشرق الشمالي ولاية باجة.
و هي تتميز بطقس حار في الصيف و بشتاء بارد وممطر.